# Парад на Красной площади 9 мая 1990 года
Парад на Красной площади 9 мая 1990 года прошел в день 45-й годовщины Победы Советского Союза в Великой Отечественной войне. Военный парад принимал Министр обороны СССР Маршал Советского Союза Д. Т. Язов, а командовал парадом Командующий войсками Московского военного округа генерал-полковник Н. В. Калинин. В параде приняло участие 12,5 тысяч человек и 429 единиц техники. Это был последний в СССР парад на Красной площади, посвящённый победе в Великой Отечественной войне.

## Пешая часть парада
Как и на параде 1985 года пешая часть парада состояла из двух подчастей: исторической и современной.

### Историческая часть
Историческую часть парада открыл пронос Знамени Победы (копии). За ним по площади провезли живую копию Памятника Воину-освободителю, установленного в Берлине в Трептов-парке. Затем по площади были пронесены штандарты всех фронтов Великой Отечественной войны, 150 боевых знамён периода войны. Их прохождение обеспечивала рота Почётного караула, представляющая Сухопутные войска, Военно-воздушные силы и Военно-морской флот (Курсанты Московского высшего общевойскового командного училища)
Далее следовало прохождение колонн ветеранов войны, в том числе 160 Героев Советского Союза и кавалеров Ордена Славы. За ними шли 157 участников Парада Победы 1945 года, 157 партизан-подпольщиков и 157 тружеников тыла. Завершило историческую часть парада прохождение сводного полка воинов-освободителей (солдат в плащ-палатках и с автоматами ППШ). Это были курсанты Московского Высшего Командного училища Дорожных и Инженерных войск.

### Современная часть
Из высших военно-учебных заведений на параде были продемонстрированы
- Военная академия имени М. В. Фрунзе
- Военно-политическая академия имени В. И. Ленина
- Военная академия имени Дзержинского
- Академия бронетанковых войск имени Р. Я. Малиновского
- Военно-инженерная академия имени Куйбышева
- Военная академия химической защиты имени С. К. Тимошенко
- Военно-воздушная инженерная академия имени Н. Е. Жуковского и Военно-воздушная академия им. Ю. А. Гагарина
- Высшее военно-морское училище радиоэлектроники им А.С.Попова
- Парашютно-десантный полк ВДВ
- Московское высшее пограничное училище
- Дивизия Внутренних войск МВД СССР имени Дзержинского
- Суворовское и нахимовское училища
- Московское высшее военное командное училище имени Верховного совета РСФСР

По окончании пешей части парада на трибуну мавзолея поднялись 30 суворовцев и нахимовцев, для того чтобы поздравить руководство страны.

## Техническая часть парада
Техническая часть началась с проезда техники времён Великой Отечественной войны.

### Техника Великой Отечественной войны
- Танки Т-34-85 и самоходные артиллерийские установки СУ-100, украшенные девизами времён войны[5][4].
- Орудия ствольной артиллерии[5] на шасси ЗИЛ-157 и ЗИЛ-131
- Гвардейские реактивные миномёты «Катюша»[5]
- Орудия зенитной артиллерии[5] на шасси ЗИЛ-131

### Техника Советской армии
- Бронетранспортёры БТР-80
- Боевые машины пехоты БМП-2 и БМП-3 (продемонстрирована впервые)[4][5]
- Боевые машины десанта БМД-2 (продемонстрированы впервые)[4][5]
- Танки Т-72 и Т-80УД (продемонстрирован впервые)[5]
- САУ «Гвоздика», «Акация» и «Нона-С»
- РСЗО: БМ-21 «Град» и «Ураган» (продемонстрирована впервые)[4]
- 152-мм буксируемые пушки 2А36 «Гиацинт-Б» на шасси «КрАЗ»
- Зенитно-ракетные комплексы «Стрела», «Оса» и С-300 (продемонстрирован впервые)[4]
- Тактические ракеты «Точка»
- Оперативно-тактические ракеты «Луна-М» и Р-17

Впервые современная военная техника была представлена на параде в камуфляжной раскраске.